# Verdrag van Lissabon (1859)

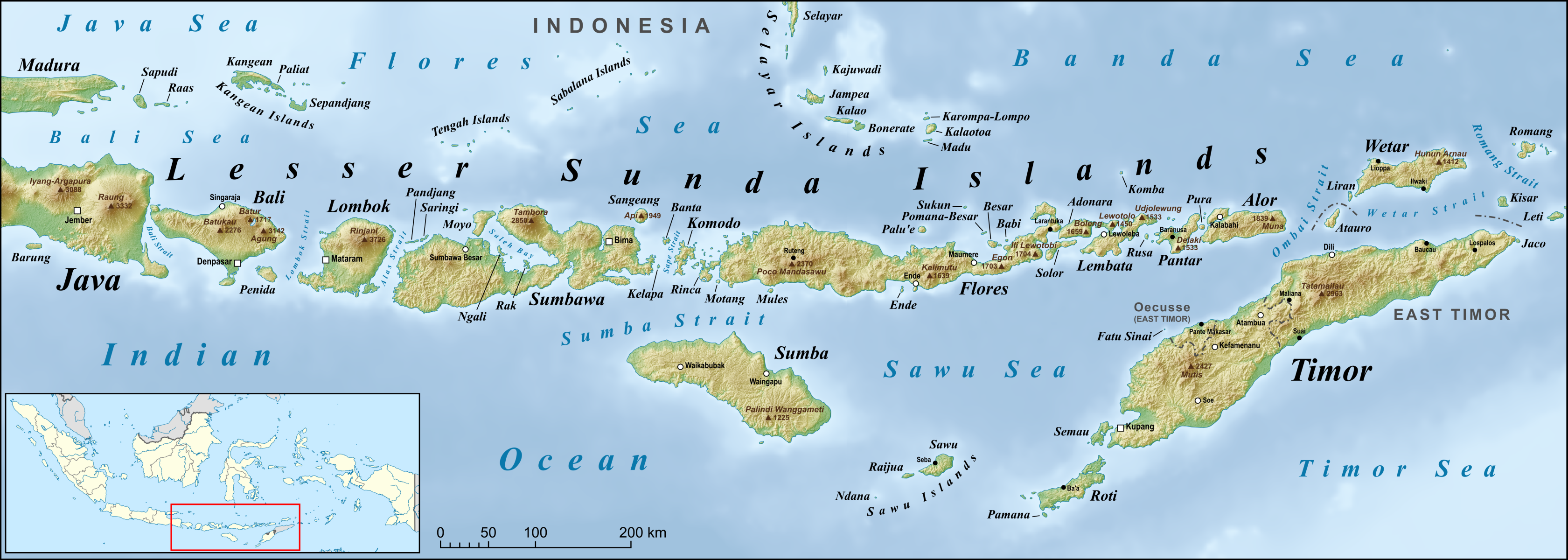
Kaart van de Kleine Soenda eilanden: Flores, Solor, Alor, Timor

Het Verdrag van Lissabon, gesloten op 20 april 1859, is een overeenkomst tussen Nederland en Portugal over de verdeling en uitwisseling van koloniale bezittingen op Timor, Flores en de eilanden in de Solor- en Alorarchipel. Het was de eerste officiële overeenkomst tussen deze twee koloniale machten over de verdeling van grondgebied in Zuidoost-Azië.

## Bepalingen
Op het eiland Timor werd de nieuwe grens dwars over het eiland getrokken. Ten oosten van de grens hoorde Timor bij Portugal, ten westen bij Nederland. Aan beide zijden bleven enkele enclaves over. Maucatar bleef onder de soevereiniteit van Nederland, omringd door Portugees gebied. In het westen bleven Oe-Cusse Ambeno en Noimuti bij Portugal. Nederlandse aanspraken op het eiland Atauro werden opgegeven. In ruil hiervoor stond Portugal de volgende territoria aan Nederland af: de inlandse rijken Larantuka, Sikka (Sika, Sica) en Paga met hun vazallen op het eiland Flores, het rijk Woure op het eiland Adonara en het rijk Pamang Kaju op het eiland Solor. Portugal moest ook aanspraken op andere rijken op deze eilanden en op de eilanden Lembata (Lomblen), Pantar (Quantar) en Alor (Ombai) opgeven. Hiermee nam Nederland het bestuur over de gehele Alor-, en  Solorarchipel over. Ter compensatie behield Portugal de 80.000 gulden die gouverneur Lopes de Lima al in 1851, bij de voorlopige ondertekening van het verdrag had ontvangen, en ontving daarnaast ook nog eens de 120.000 gulden die daarbij tegelijkertijd waren afgesproken. Vrijheid van godsdienst voor de bewoners van de uitgewisselde gebieden werd door beide partijen gegarandeerd.

## Geschiedenis

### Voorgeschiedenis
De Portugezen vestigden in de 16e eeuw hun eerste posten en forten in de regio, vooral aangetrokken door de aanwezigheid van sandelhout. In de volgende eeuw begonnen de Nederlanders deze Portugese bezittingen aan te vallen en hun eigen factorijen op te zetten. Het hoogtepunt in deze strijd werd bereikt gedurende de Nederlands-Portugese Oorlog: In 1612 kreeg Apollonius Schotte van gouverneur- generaal Pieter Both opdracht  naar Solor en Timor te reizen om ‘op den profijtelijken handel van ‘t sandelhout orde te stellen’. Hierbij werd in 1613 de Portugese missiepost op Solor ingenomen; dit was de eerste vestiging van de VOC in deze streken. Daarop werd in 1618 een verbond gesloten met de inlandse hoofden op Solor, waarbij het Nederlandse oppergezag werd erkend. In 1653 werd Kupang op West-Timor veroverd, en in 1667 sloot gouverneur-generaal Cornelis Speelman het verdrag van Bongaja met Makassar, waarbij onder andere het westelijke gedeelte van Flores binnen de Nederlandse invloedssfeer kwam te liggen. De Nederlanders verdrongen de Portugezen uit Ende op de zuidkust van Flores in 1691. Ook later waren er voortdurend gevechten; zo mislukte in 1749 de Portugese poging om Kupang te heroveren, en hierdoor ging bijna heel West-Timor voor hen verloren aan de Verenigde Oost-Indische Compagnie. De VOC bemoeide zich overigens weinig met deze streken, maar in 1756 werd er door Johannes Andreas Paravicini  een contract  gesloten met 48 hoofden uit regio, dat op 1 april 1757 door gouverneur-generaal Mossel werd geratificeerd, en dat sindsdien als het 'groot-charter' voor de Timor-archipel kan worden aangemerkt. In 1838 beschoot de Nederlandse marine de, onder nominaal Portugees gezag staande, stad Larantuka omdat de plaatselijke inlandse heerser gemene zaak had gemaakt met Boeginese piraten.

### Aanleiding en voorlopige ondertekening
In 1851 richtten de Nederlanders en de Portugezen uiteindelijk een commissie op om de onderlinge geschillen op te lossen. In juli van dat jaar bereikte de Portugese gouverneur José Joaquim Lopes de Lima in Dili een akkoord met de Nederlandse resident van ‘Timor en onderhoorigheden’, D.W.J.C. baron van Lynden, over de koloniale grenzen op de Kleine Soenda-eilanden. Daarin werden de Portugese aanspraken op het grootste deel van West-Timor opgegeven ten gunste van de Nederlanders, waarvoor de Nederlandse enclave Maubara op Oost-Timor in ruil aan Portugal werd overgedragen. Daarnaast werden alle Portugese aanspraken en rechten op het oostelijk deel van Flores, en op de eilanden Solor, Pantar en Alor tegelijkertijd voor 200.000 gulden verkocht aan de Nederlanders, maar zonder dat hier van tevoren toestemming voor was verkregen van de Portugese overheid. De reden voor de haast aan Portugese kant was het acute geldgebrek bij het koloniale bestuur in Dili. De ambtenaren hadden namelijk al twee jaar geen loon ontvangen, het oorlogsschip Mondego was hoognodig aan reparatie toe en Lopes de Lima wilde schoeners kopen om de handel weer op gang te krijgen. Daarom eiste hij bij ondertekening van het verdrag onmiddellijke betaling van een eerste termijn van 80.000 gulden.

### Portugese reactie
Toen de Portugese regering in Lissabon hoorde van het verdrag viel gouverneur Lopes de Lima in ongenade en werd ontslagen. Lopes de Lima stierf in Batavia op de terugreis naar Portugal. De zittende Portugese regering gebruikte met succes de bepalingen van de overeenkomst, die als een nationale schande werden beschouwd, om de vorige regering, die Lopes de Lima had benoemd, in de publieke opinie te belasteren. Er gingen zelfs geruchten dat Lopes de Lima er met het geld vandoor was gegaan naar Amerika. Maar de overeenkomsten konden niet meer worden teruggedraaid. In dat geval hadden de 80.000 gulden, plus rente en de kosten voor het beheer van de Portugese bezittingen op Flores, die al door de Nederlanders in bezit waren genomen, moeten worden terugbetaald: Dit was onmogelijk gezien de slechte financiële situatie van Portugal. Bovendien was Flores met zijn basis Larantuka geen lucratieve kolonie. De inkomsten per jaar waren niet eens genoeg om de minimale militaire bezetting van zes soldaten met zes kanonnen in het kleine fort te betalen. Ten dele was er de inschatting dat de vesting in Larantuka toch al had moeten worden opgegeven, als Lopes de Lima die niet aan de Nederlanders had verkocht. En de militaire en politieke kansen van Portugal om Larantuka opnieuw in te nemen, waren twijfelachtig gezien de toenemende Nederlandse dominantie in de regio. Vanaf 1854 werden de overeenkomsten over de grenzen daarom opnieuw onderhandeld, nu op ministerieel niveau in Lissabon, met de Nederlandse charge d'affaires ter plaatse Roest van Limburg, en, hoewel men twijfelde aan de rechtmatigheid van de Nederlandse claims, stemde Portugal niettemin in met alle punten van het akkoord van 1851, en ondertekende het verdrag op 6 oktober 1854.

### Nederlandse reactie en uiteindelijke ondertekening
Het verdrag van 1854 werd nu echter door de Nederlandse regering verworpen. Aanleiding was de kwestie van de vrijheid van godsdienst in de gebieden die moesten worden uitgewisseld. Hoewel de vrije beoefening van religie contractueel was gegarandeerd door de Nederlanders wat het katholieke, voormalig Portugese, Flores betrof, bestond een dergelijke overeenkomst niet voor de protestanten in de aan Portugal overgedragen, vroeger Nederlandse, enclave Maubara. Vanaf 1858 volgde daarom een nieuwe onderhandelingsronde in Lissabon tussen de latere premier van Portugal, Fontes Pereira de Melo en de Nederlandse gezant J.M. Heldewier. Nu eiste Portugal de overdracht van West-Timor van Nederland, evenals een nader overeen te komen gebied in Afrika (de Goudkust), ter compensatie van het verlies van de andere eilanden in de archipel. Dit kan worden opgevat als een teken hoe belangrijk het voor Portugal was om de impopulaire overeenkomsten van 1851 te wijzigen, vooral omdat men nu grote voordelen zag in het hebben van bezittingen in de regio, liefst het hele eiland Timor. Portugal zag zijn wensen echter niet in vervulling gaan, zodat in het definitieve verdrag van 20 april 1859  geen territoriale wijzigingen meer werden aangebracht. Afonso de Castro nam datzelfde jaar de functie van gouverneur van de nieuw gevormde kolonie Portugees Oost-Timor op zich. De uiteindelijke ratificatie van het verdrag vond plaats op 18 augustus 1860. 

### Nasleep
Het verdrag van 1859 had enkele zwakke punten: er bestonden nog verschillende enclaves zonder toegang tot de zee, op het grondgebied van de andere partij. Bovendien vormden de, niet in het verdrag meegenomen, onnauwkeurig bepaalde grenzen van de Timorese inlandse rijken en hun traditionele aanspraken en invloedssferen aan weerszijden van de nieuw getrokken grens, een wankele basis voor de onderlinge koloniale afbakening: Uiteindelijk konden de staatsgrenzen op Timor pas in 1916, na drie nieuwe onderhandelingsronden en arbitrage, definitief worden bepaald.